# Nyerges-hegy
A Nyerges-hegy a Visegrádi-hegység keleti részének egyik jelentős kiemelkedése.

## Földrajzi környezete
A hegy az Urak-asztala vonulatától keletre, Leányfalu és a Sztaravoda-patak völgye (Ókúti-völgy) között helyezkedik el. Észak felől a Vörös-kő és az Álló-rét, kelet felől Leányfalu, nyugatról az Ókúti-völgy, délről a Pismány határolják. Nevét nyeregszerű szerkezetéről kapta: két vonulat, egy déli és egy északi kapcsolódik össze.

## Földtani felépítése
A Visegrádi-hegység részeként vulkanikus felépítésű, alapkőzete az andezit.

## A nyereg szerkezete
Az 526 méter magas déli vonulat a Kada-csúccsal (288 méter) kezdődik, majd a Sas-kő következik. Itt található a Sas-kövi-barlang, egy feltehetőleg mesterséges üreg. . Ennek környezete az ún. Macska-lyuk. A kisebb nyeregcsúcstól nyugatra helyezkedik el az Asztal-kő (431 méter), majd ettől északra emelkedik 557 méter magasan az egész hegy csúcsa, a Nyerges.

## Élővilág
Növényvilága a Visegrádi-hegység növényvilágához kapcsolódik. Az állatvilágot a zavaró hatások (a lakóövezet közelsége, kirándulók) kedvezőtlenül befolyásolják.

## Képek

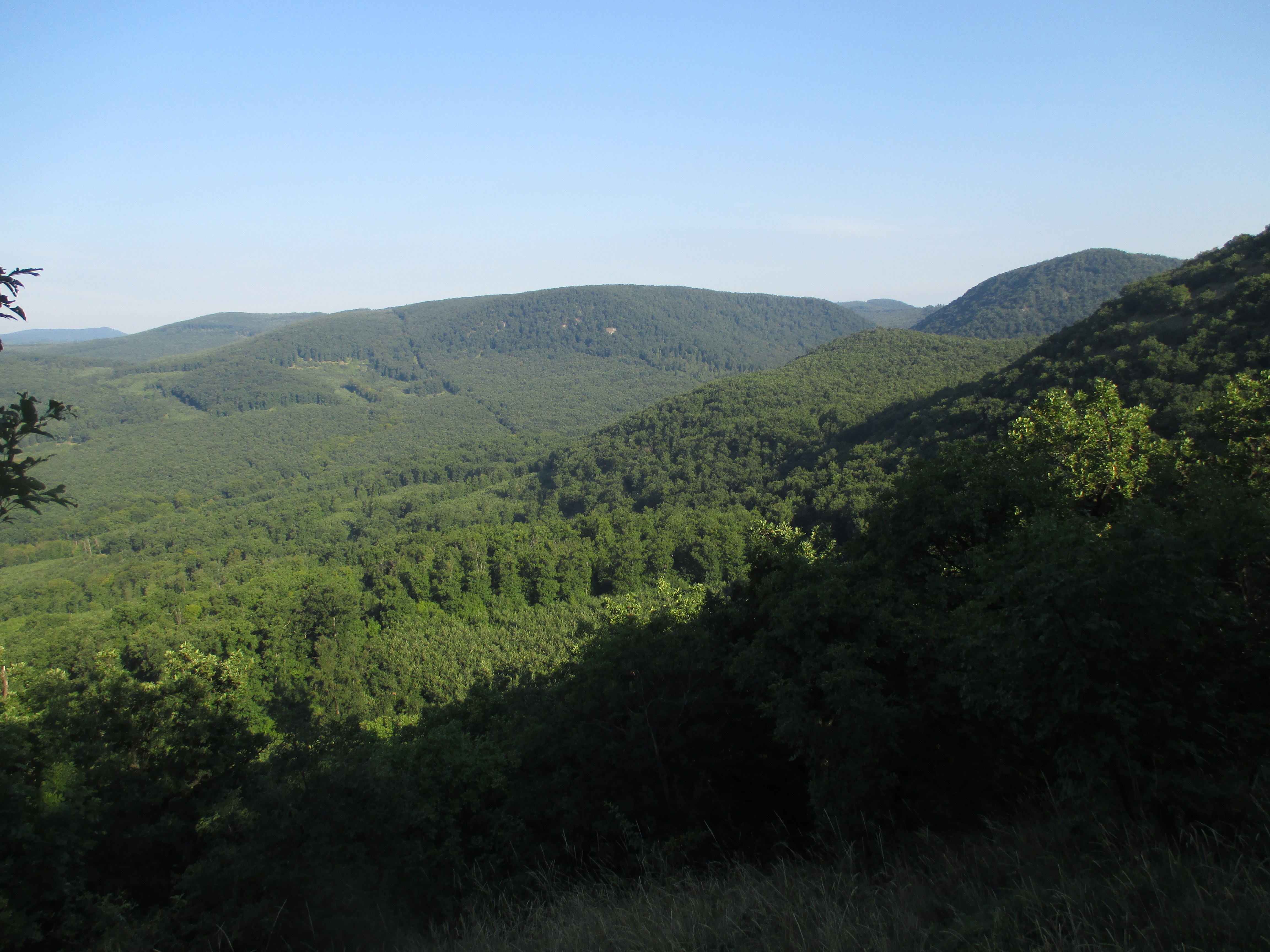
Kilátás a hegyről a Berseg felé
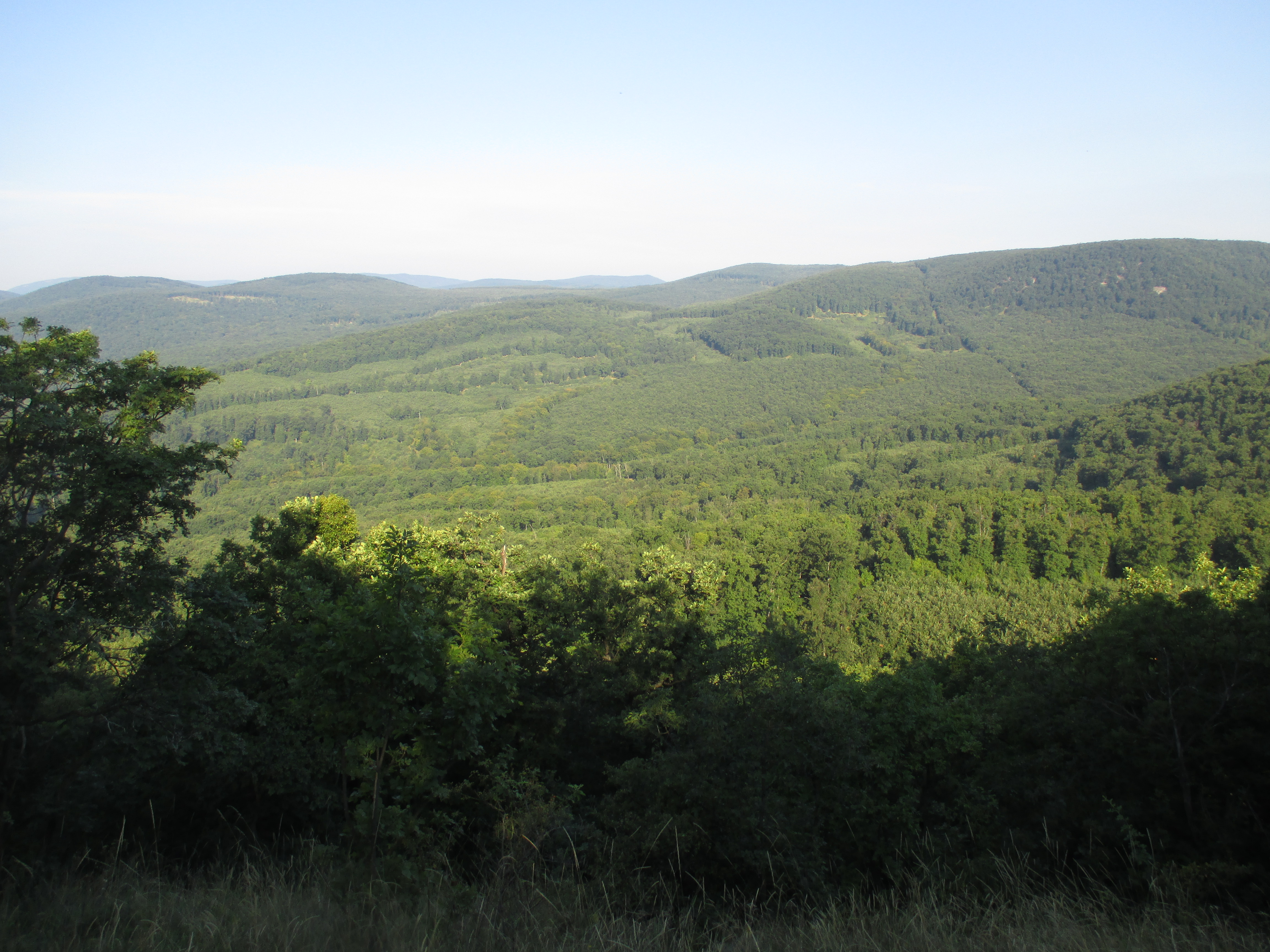
Kilátás a Málnás-hegy felé